# Bacopa lisowskiana
Bacopa lisowskiana là một loài thực vật có hoa trong họ Mã đề. Loài này được Mielcarek mô tả khoa học đầu tiên năm 1994.